# Seleniolycus robertsi
Seleniolycus robertsi es una especie de pez de la familia de los Zoarcidae en el orden de los perciformes.

## Morfología
- Las hembras pueden alcanzar 39,3  cm de longitud total.
- Número de vértebras: 88-97.[1]

## Hábitat
Es un pez de mar y de clima polar que vive entre 1.455-2.290 m de profundidad.

## Distribución geográfica
Se encuentra en la confluencia entre los océanos Antártico y Pacífico. 

## Observaciones
Es inofensivo para los humanos. 